# 迪爾菲爾德 (密蘇里州)
迪爾菲爾德（英語：Deerfield）是位於美國密蘇里州弗農縣的村。

## 人口
根據2020年美國人口普查的數據，迪爾菲爾德的面積為0.26平方千米，皆為陸地。當地共有人口40人，而人口密度為每平方千米154人。